# واين هاريس (فارس)
واين هاريس (بالإنجليزية: Wayne Harris)‏ هو فارس أسترالي، ولد في 17 ديسمبر 1960.